# هربرت شيرمر
هربرت شيرمر (بالألمانية: Herbert Schirmer)‏ (و. 1945  م) هو سياسي، وصحفي من ألمانيا، وألمانيا الشرقية، ولد في شتاتلنغزفلد، هو عضوٌ الحزب الديمقراطي الاجتماعي الألماني، وهو عضوٌ الاتحاد الديمقراطي المسيحي.

## مناصب
تولى منصب وزير
- عضو في مجلس الشعب ‏

.

## التعليم
تعلم في جامعة لايبتزغ
.

## روابط خارجية
- هربرت شيرمر على موقع مونزينجر (الألمانية)